# Емое де ла Пара
Емое де ла Пара (на испански: Emoé de la Parra) е мексиканска актриса и преподавател, дъщеря на мексиканската писателка Йоланда Варгас Дулче. Макар че голяма част от ролите ѝ са в театъра, актрисата е известна и със своите участия в теленовели, написани от майка ѝ, като Encrucijada, Габриел и Габриела и други. Освен като актриса, де ла Пара се занимава и с режисура, продуциране и адаптиране на театрални постановки. Академичната ѝ дейност е съсредоточена върху философските науки, които преподава в Националния автономен университет на Мексико.

## Биография
Емое де ла Пара Варгас е родена на 16 юни 1951 г. в град Мексико. Интересът на актрисата към театъра се заражда още в детските ѝ години. През 1977 г. завършва УНАМ със специалност „Философия“, след това защитава дипломна работа по философски науки в Оксфордския университет и следдипломна квалификация в Сорбоната. Емое де ла Пара получава магистърска степен в УНАМ. От 1970 г. е преподавател в УНАМ, където води различни курсове, свързани с философските науки.
Емое де ла Пара е дъщеря на мексиканската писателка Йоланда Варгас Дулче и леля на диригентката Алондра де ла Пара и певеца и актьор Мане де ла Пара. След смъртта на майка ѝ, през 1999 г., де ла Пара защитава творчеството ѝ. През 2005 г. в САЩ възникват спорове около един от героите на Варгас Дулче – Мемин Пингин (на испански: Memín Pinguín), обвинен в расизъм. Де ла Пара защитава майка си и персонажа, казвайки за него, че го смята за „по-голям брат“.
В допълнение към испанския, Емое де ла Пара владее английски и френски, а също и немски език.

## Кариера

### Актьорска дейност
По-голяма част от ролите на актрисата са в театъра – в над 45 пиеси от 1969 г. до наши дни, сред тях са Lejos от Карил Чърчил, Noche de Ánimas от Оралба Кастийо Нахера, Primavera salvaje от Арнолд Уескер, Emily от Уилям Лус, First Love от Самюъл Бекет, Requiem от Ханох Левин и други.
Емое де ла Пара има значими роли в теленовелите и документалните филми. Телевизионният ѝ дебют е през 1970 г. в теленовелата Encrucijada, създадена по едноименната история от Йоланда Варгас Дулче, където си партнира с Иран Еори и Жаклин Андере. Следващата теленовела, в която участва, е Габриел и Габриела от 1982 г., базирана на едноименната история от Варгас Дулче, където си партнира с Ана Мартин, Беатрис Шеридан и Лиляна Абуд.

### Академична дейност
От 1970 г. Емое де ла Пара води различни курсове по философия, логика, история на философията в различни образователни институции, но основно в УНАМ и Автономния университет Аскапоцалко. Академичната ѝ работа включва и участия в различни конференции и семинари както в изброените университети, така и в Националното театрално училище и в Университета на манастира „Сестра Хуана“.

## Филмография

### Теленовели
- Странното завръщане на Диана Саласар (2024/25) .... Сестра Беатрис
- Да, с теб (2021) .... Доня Пура
- Желязната дама (2010) .... Нарда де Ампудия
- Изпепеляваща страст (2007/08) .... Мерседес Алмонте де Саламанка
- Мария Исабел (1997/98) .... Дебора Серано
- Алондра (1995) .... Кристина Лебланк
- Tiempo de amar (1987)
- Хуана Ирис (1985) .... Патрисия
- Габриел и Габриела (1982) .... Росио Итурбиде
- Encrucijada (1970)

### Сериали
- 13 Miedos (2007) .... Елиса

### Кино
- Runaway Home (2013)

### Театър
Избрано:
- Primavera Salvaje (2011)
- Emily (2009)
- Rosmersholm (2006)
- La celosa de sí misma (2006)
- Primer Amor (2005-2006)
- Canción de cuna (2005)
- Molly (2000-2004)
- Un cuarto propio (2000-2004)
- Perdida en los Apalaches (1999)
- Primer Amor (1999)
- Emily (1997-1998)
- Hace Tiempo (1993) (като режисьор)
- Viaje de un largo día hacia la noche (1992)
- Las noches blancas (1987)